# Anita Welz
Anita Welz (geboren am 30. Oktober 1942 in Bernburg (Saale) als Anita Buchert; gestorben am 3. November 2020 in Mannheim) war eine deutsche Handballspielerin, Judoka und Leichtathletin.

## Handball

### Vereinskarriere
Bis ins Jahr 1981 spielte sie für den VfR Mannheim, teils auch in der Bundesliga.

### Nationalmannschaft
Sie bestritt 50 Länderspiele für die deutsche Nationalmannschaft.
Mit dem Team nahm sie auch an Turnieren teil, so an der Weltmeisterschaft 1962 und an der Weltmeisterschaft 1971.

## Judo
Ab 1960 auch als Judoka aktiv, wurde sie im Jahr 1972 Zweite bei der Deutschen Meisterschaft.

## Leichtathletik
Als Seniorin gewann sie einige Medaillen bei Deutschen Meisterschaften, Europameisterschaften und Weltmeisterschaften im Dreisprung und im Speerwurf. Folgende Platzierungen erreichte sie bei den Weltmeisterschaften:
- 1987 in Melbourne: Bronze im Dreisprung mit 8,83 m (Altersklasse W45)
- 1993 in Miyazaki: 4. Platz im Speerwurf mit 28,00 m (Altersklasse W50)
- 1995 in Buffalo: 10. Platz im Speerwurf mit 28,86 m (Altersklasse W50)
- 1997 in Durban: 5. Platz im Speerwurf mit 31,90 m (Altersklasse W50)
- 1999 in Gateshead: 11. Platz im Speerwurf mit 25,12 m (Altersklasse W55)
- 2001 in Brisbane: 4. Platz im Speerwurf mit 24,37 m (Altersklasse W55)
- 2003 in Carolina: Silber im Speerwurf mit 28,38 m (Altersklasse W60)

## Privates
Sie wuchs in Norderney und Emden auf und kam im Jahr 1958 an die Bergstraße. Sie war seit 1962 verheiratet und hatte mit ihrem 1973 verstorbenen Ehemann drei Kinder.